# Blair Dunlop
Blair Dunlop (ur. 11 lutego 1992 w Chesterfield) – angielski aktor, znany głównie z roli małego Willy’ego Wonki w filmie Charlie i fabryka czekolady. Występował też gościnnie w dwóch odcinkach angielskiego serialu Rocket Man jako Caleb McNulty. Obecnie uczęszcza do Repton School w hrabstwie Derbyshire. Jest synem Ashleya Hutchingsa, występującego w zespole Rainbow Chasers muzyka folk.